# Schloss La Rochelambert

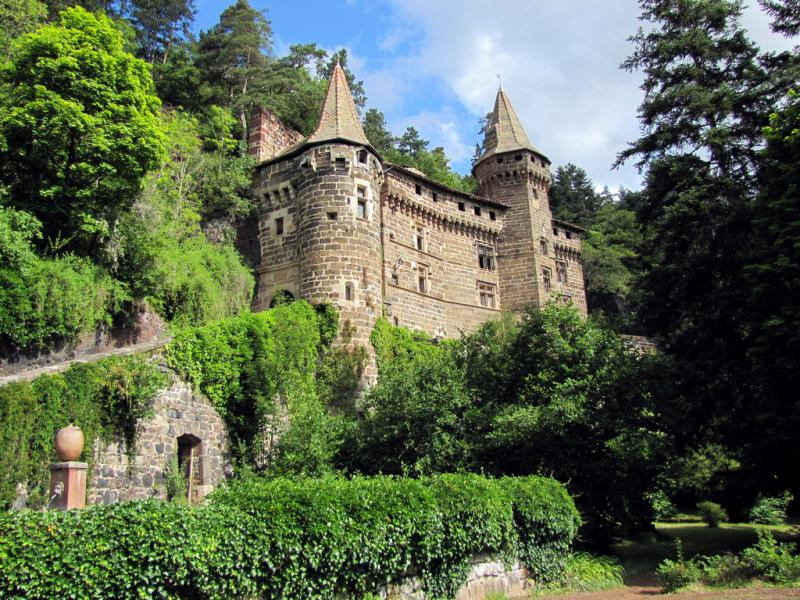
Südansicht des Schlosses

Das Schloss La Rochelambert (französisch: Château de La Rochelambert) ist eine historische Burg im Département Haute-Loire in der Region Auvergne-Rhône-Alpes, Frankreich. Die Burg befindet sich auf einem Felsen oberhalb des Tals der Ance, etwa zehn Kilometer westlich der Stadt Le Puy-en-Velay. Die Anlage ist heute für ihre gut erhaltenen Ruinen sowie ihre beeindruckende Architektur der Renaissance und Geschichte bekannt.

## Geschichte
Die erste dokumentierte Person, die das Schloss besaß, war der Ritter Pierre de la Rochelambert, der im Jahr 1074 auf den Ruinen eines antiken Gasthauses eine Festung errichtete. Das Hauptziel des Schlosses war die Überwachung der Chaussée Jules César, einer alten Straße, die unterhalb des Schlosses verlief und als strategischer Kontrollpunkt auf der Jakobsstraße diente.
Im August 1562 erlitt das Schloss schwere Schäden bei einem Angriff der Protestanten.
Zu Beginn des 17. Jahrhunderts ließ Hélène de Lestrange, die Ehefrau des Marquis de la Rochelambert, das Gebäude wiederaufbauen. Sie starb 1614, nachdem sie das Schloss in den Zustand versetzt hat, in dem es heutzutage noch ist.
Das Schloss befand sich bis 1922 im Besitz der Familie de la Rochelambert, als es von der Tochter des letzten Marquises, Marie Auguste Aimé, verkauft wurde.
1939 erwarb der bekannte Antiquitätenhändler Herr Bresset das Schloss und ergänzte es mit historischen Sammlungsstücken, die noch heute im Rahmen von Besichtigungen zu sehen sind.
Am 31. Januar 1945 wurde das Schloss als historisches Denkmal eingestuft.
Während seiner Reise nach Velay besuchte Georges Sand am Dienstag, den 14. Juni 1859, das Schloss. Er wählte es als Schauplatz für seinen Roman „Jean de la Roche“, den er im darauffolgenden Monat verfasste. Über das Schloss schrieb er Folgendes:

„Das kleine Herrenhaus ist, was das Äußere betrifft, ein echtes Juwel der Architektur, ziemlich breit, aber so flach, dass die Verteilung sehr unbequem ist. Ganz aus fauvener Laven des Landes gebaut, sieht es von der anderen Seite der Schlucht aus wie ein aus Kork geschnittenes Bauwerk, vor allem wegen seiner kleinen Dicke, die es unglaubwürdig macht […] Rechts und links erfasst der Felsen es so nah, dass es mangels abgeflachter Fläche weder Hof noch Garten noch angrenzende Nebengebäude gibt […]“

## Schloss La Rochelambert heute
Mittlerweile werden eine Vielzahl von Freizeitaktivitäten im und um das Schloss herum angeboten. 
Es gibt einen Abenteuerpark für Kinder und Erwachsene. Zwei Teile davon befinden sich gegenüber des Schlosses, bestehend aus einem Kletterpark und einem gallischen Dorf für Kinder. Außerdem besteht die Möglichkeiten einen der Campingplätze in der Umgebung des Schlosses aufzusuchen. Der Campingplatz Rochelambert befindet sich in Saint-Paulien zwischen der Via Bolena und dem Fluss La Borne. Der Platz bietet eine Vielzahl von Freizeitmöglichkeiten und Aktivitäten, die in unmittelbarer Nähe zum Schloss stattfinden.
Außerdem biete das Schloss selbst die Möglichkeit für einen Besuch an. Besucher können die Geschichte der Zeit durch verschiedene Sammlungen historischer Objekte entdecken. Von Rüstungen und Schwertern über Werkzeuge des mittelalterlichen Alltags bis hin zu Renaissance-Skulpturen, Wandteppichen und Gemälden – die Ausstellungen und Führungen bieten einen umfassenden Überblick. Beim Besuch des großen Turms und der Haupträume des Schlosses können historische Objekte aus nächster Nähe erlebt werden.